# Georgetown University Press
La Georgetown University Press è  la casa editrice accademica della Georgetown University. Fondata nel 1964, è membro dell'Association of American University Presses (AAUP) e membro fondatore dell'Association of Jesuit University Presses (AJUP).
Pubblica circa quaranta nuove monografie all'anno, nell'ambito della bioetica, degli relazioni internazionali, della linguistica e delle lingue, delle scienze politiche, delle religioni.

Fra i suoi maggiori successi si annovera Al-Kitaab (abbreviazione di in arabo  الكِتاب في تَعَلًُم العَرَبِيّة‎?, trasl. Al-Kitaab fii Taʿallum al-ʿArabiyya; lett. "Il libro dell'apprendimento arabo"), la collana di libri di testo in lingua araba più diffusa negli Stati Uniti., edita per la prima volta nel '95 a cura di Kristen Brustad, Mahmoud Al-Batal, e Abbas Al-Tonsi.
La Georgetown University Press pubblica inoltre libri di testo e materiali digitali in altre lingue, tra le quali spagnolo, cinese mandarino, arabo iracheno, arabo marocchino, arabo siriano, portoghese, tagiko e uzbeko.